# Chaco Boreal
El Chaco Boreal és la zona més septentrional del Gran Chaco.
Els seus límits pel nord són difusos, i estan assenyalats, aproximadament, pel paral·lel 16°S (un criteri molt usat per donar els límits septentrionals del Chaco Boreal és la divisòria d'aigües: el costat corresponent a la Conca de la Plata es considera chaqueño, el costat corresponent a la conca de l'Amazones es considera amazònic, però tal criteri, si bé té l'avantatge de donar una separació bastant perceptible, pateix d'imprecisions ecològiques, ja que al nord dels límits de la conca de l'Amazones es prolonguen extensions de biomes indiscutiblement chaqueños. El seu límit meridional ve donat pel Riu Pilcomayo (o Araguay), Els seus límits orientals s'ubiquen al llarg del riu Paraguai i el Pantanal, mentre que els seus límits occidentals estan donats per les Iungues dels contraforts dels Andes, denominats aquí Serralada Oriental.

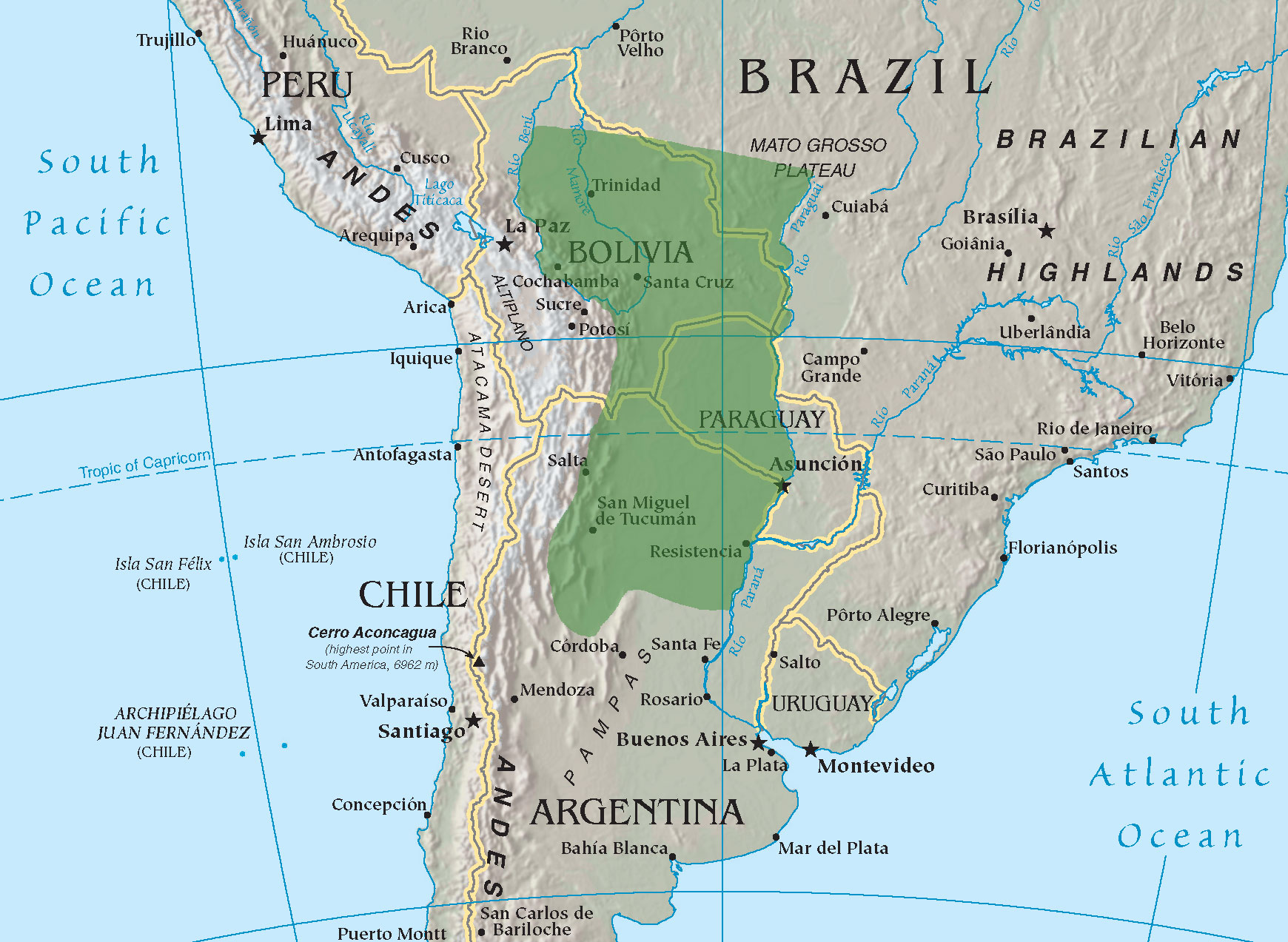
Límits aproximats del Gran Chaco.

Observats els límits, podem dir que el Chaco Boreal, actualment, es troba repartit entre els següents estats: 
- Paraguai (tot el territori anomenat el Paraguai Occidental és part del Chaco Boreal);

- Bolívia on es divideix en el Chaco Bolivià i Chiquitania; el chaco bolivià cobreix aproximadament la meitat oriental de Tarija, un sector adjudicat al Departament de Chuquisaca, i la zona sud del Departament de Santa Cruz; i l'àrea de transició a l'amazonia, anomenada Chiquitania o Llanos de Chiquitos, que és considerada la part nord-oriental del Chaco Boreal.

- Brasil, en aquest sentit, l'últim estat que ocupa el Chaco Boreal en la part Chiquitania.

Per la seva part, Argentina, tot i que cap a 1870 va arribar a reclamar un extens sector del Chaco Boreal el límit del qual era una diagonal que partia de l'encreuament del paral·lel 22°S amb el Pilcomayo, i des d'allà fins a l'encreuament del paral·lel 20°S amb el riu Paraguai, després va reduir la seva pretensió fins al riu Fogones o Yaveviry (més conegut com a Riu Verde), tanmateix un laude arbitral nord-americà va considerar que el límit argentí se situava en el límit entre el Chaco Boreal i el Chaco Central, és a dir, que tal límit és l'esmentat Riu Pilcomayo i per tant, Argentina no té zones en el Chaco Boreal.
En els anys trenta del s. XX el Chaco boreal va ser l'escenari de l'anomenada Guerra del Chaco entre Bolívia i el Paraguai.
El relleu del Chaco Boreal és com el de tota la gran Plana chacopampeana molt horitzontal i amb poc declivi. Hi ha muntanyes aïllades, com les de San José, i grans zones deprimides que s'inunden durant les grans pluges, zones que són anomenades "esteros" o "bañados", per exemple els Esteros de Patiño o els Bañados de Izozog i els Bañados de Otuquis, etc. La flora es divideix naturalment en dues zones principals: a l'est, boscos densos amb molts boscos de ribera, és a dir el "Chaco humit" i en el centre i a l'oest. una zona fitoeográfica de parc, és a dir zones arbrades disperses o imbricades entre zones on predominen herbàcies. Les zones de parc chaqueño, durant les estacions seques (principalment durant els hiverns), arriba a tenir aspecte desèrtic. El subsòl del Chaco Boreal és molt ric en ferro, petroli, i gas natural.